# Хуатін
Хуатін (кит. спр. 华亭市, піньїнь: Huátíng Shì) — місто-повіт в китайській провінції Ганьсу, складова міста Пінлян.

## Географія
Хуатін розташовується на висоті понад 1400 метрів над рівнем моря у межах Лесового плато.

### Клімат
Місто знаходиться у зоні, котра характеризується вологим континентальним кліматом. Найтепліший місяць — липень із середньою температурою 20,2 °C. Найхолодніший місяць — січень, із середньою температурою -6 °С.
| Клімат Хуатіна          | Клімат Хуатіна | Клімат Хуатіна | Клімат Хуатіна | Клімат Хуатіна | Клімат Хуатіна | Клімат Хуатіна | Клімат Хуатіна | Клімат Хуатіна | Клімат Хуатіна | Клімат Хуатіна | Клімат Хуатіна | Клімат Хуатіна | Клімат Хуатіна |
| Показник                | Січ.           | Лют.           | Бер.           | Квіт.          | Трав.          | Черв.          | Лип.           | Серп.          | Вер.           | Жовт.          | Лист.          | Груд.          | Рік            |
| Середній максимум, °C   | 1,8            | 4,1            | 9,5            | 16,4           | 21,2           | 24,7           | 25,9           | 24,1           | 19,5           | 14,2           | 8,8            | 3,5            | 14,5           |
| Середня температура, °C | −6             | −2,6           | 2,8            | 9,3            | 14,3           | 18,1           | 20,2           | 18,7           | 14             | 8,1            | 1,4            | −4,3           | 7,8            |
| Середній мінімум, °C    | −11,5          | −7,5           | −2,4           | 2,7            | 7,4            | 11,4           | 14,7           | 14,1           | 9,6            | 3,6            | −3,5           | −9,4           | 2,4            |
| Норма опадів, мм        | 5.1            | 7.8            | 17.2           | 32.2           | 52.2           | 74.9           | 119            | 117.6          | 91.8           | 48.6           | 10.1           | 3.3            | 579.8          |
| Вологість повітря, %    | 65             | 66             | 67             | 63             | 65             | 70             | 77             | 81             | 83             | 80             | 74             | 68             | 71.6           |
| ----------------------- | -------------- | -------------- | -------------- | -------------- | -------------- | -------------- | -------------- | -------------- | -------------- | -------------- | -------------- | -------------- | -------------- |
| Джерело: data.cma.cn    |                |                |                |                |                |                |                |                |                |                |                |                |                |